# Olga Ravn
Olga Ravn (født 27. september 1986) er en dansk forfatter, kritiker, oversætter og redaktør. Hun er uddannet fra Forfatterskolen 2010. Olga Ravn er datter af sangeren Anne Dorte Michelsen og billedkunstneren og designeren Peter Ravn. 
Olga Ravn har tidligere været anmelder og klummeskribent ved Politiken, Femina, Information og Klassekampen i perioden 2010-14. Hun var redaktør på Den Blå Port i 2012 sammen med Josefine Klougart og Jonas Rolsted, men forlod redaktionen efter et enkelt nummer. Sidenhen er hun blevet redaktør for Gyldendal, hvor hun, indtil videre, er mest kendt for Gyldendals Skala-serien.
Olga Ravn vandt Politikens Litteraturpris 2020 for romanen Mit arbejde.

## Historie
Olga Ravn er vokset op i København og har gået på Testrup Højskoles skrivelinje.

## Udgivelser
Olga Ravns egne bøger:
- Jeg æder mig selv som lyng. Gyldendal. 2012 (lyrik)
- Mean Girl. Privattryk 2014 (lyrik)
- Celestine. Gyldendal. 2015 (roman)
- Den hvide rose. Gyldendal. 2016 (lyrik)
- De ansatte. Gyldendal. 2018 (science fiction, roman)[7]
- Mit arbejde. Gyldendal. 2020 (roman)
- Voksbarnet. Gyldendal. 2023 (roman)

Øvrige:
- Ann Jäderlund: I en cylinder i vandet af vandgråd, Arena, 2013 (Oversættelse)
- Sylvia Plath: Glaskokken. 2016 (Roman)
- Tove Ditlevsen: Der bor en ung pige i mig, som ikke vil dø. Gyldendal. 2017 (Redigeret)[1]
- Joan Didion: Intet gælder. Gyldendal. 2018 (Oversættelse)[8]

## Hekseskolen
Efter at have undervist på Testrup Højskole, i en årrække, oprettede Olga Ravn, sammen med den dansk/svenske forfatter Johanne Lykke Holm, skriveseminaret Hekseskolen i 2015.

## Podcastafsnit
Olga Ravn har deltaget i forskellige podcasts og på forskellige radiokanaler, hvor hun har udfoldet sit store kendskab til litteratur og særligt om kvindens rolle i den.  
- BOGFOLK SPECIAL: HEKSEN I LITTERATUREN. Politikens Bogfolk. 2017
- Om Tove Ditlevsens forfatterskap. Litteraturhuset. 2018 (Norsk)
- Den store Roman 25-04-2012. Radio24syv. 2012
- #24: Poptilæggets solhede læsemaraton. Politikens Poptillæg. 2016
- #66: ´I LOVE DICK´. Politikens Poptillæg. 2017
- #80: Ikonet Joan Didion. Politikens Poptillæg. 2017

Her taler hun om sig selv og sit forfatterskab.
- Uge 4: Politikens Litteraturpris: Olga Ravn. Politikens Bogfolk. 2017
- Gæst Olga Ravn. Et Referencepunkt. 2017
- Danske Olga Ravn gjendiktet til norsk: Eg et meg sjølv som lyng, Pikesinn. NRK Bok. 2017 (Norsk)